# Alfonso Sánchez Fernández
Alfonso Sánchez Fernández (Sevilla, 11 de abril de 1978) es un actor, guionista y director de cine español. Forma el dúo humorístico "Los Compadres" con Alberto López López.

## Biografía
En 1998 se traslada a Málaga, donde comienza sus estudios compaginando la carrera de Comunicación Audiovisual y sus estudios de Arte Dramático. Comienza su carrera profesional a los 18 años trabajando en distintas producciones nacionales e internacionales y es asiduo en series de la televisión española (Los Managers, The kingdom of Heaven, Playa del Futuro, Días Rojos, 7 días al desnudo, El auténtico Rodrigo Leal, Hospital Central, Aquí no hay quien viva, Ala…Dina!, Herederos, Los hombres de Paco)
Paralelamente a la interpretación desarrolla su faceta como guionista y director y con solo 22 años funda su propia compañía de teatro, ”La polenta”, con la que realiza giras por todo el territorio español; recibiendo numerosos premios. Esto ocurre el mismo año en que funda su propia productora de cine, Mundoficcion Producciones S.L., con la que realiza 6 cortometrajes en 35mm, con el apoyo del Ministerio de Cultura del Gobierno de España, de la Consejería de Cultura de la Junta de Andalucía y la Radio Televisión Andaluza; y que han sido premiados en numerosos festivales nacionales e internacionales.
Su primer corto en 35mm como director y guionista, La gota (2005), fue seleccionado como uno de los mejores cinco cortometrajes del año en España por la crítica especializada y lleva cosechados más de 15 premios (Nominado al Melies de Plata en el Festival Internacional de Cine Fantástico de Málaga. -Premio al mejor cortometraje, mejor actor y mejor director en el 5º Festival de Cortometrajes de Baena. -Premio al mejor joven realizador en el 10º Festival de Cortometrajes de Ciudad Real. -Premio RTVA en el Festival Internacional Almería en corto. -Premio Prima al mejor cortometraje de temática social de Barcelona. -Premio al mejor cortometraje Andaluz en el Festival de Estepona. -Premio a la mejor Fotografía de la Diputación de Málaga).
Con su segundo cortometraje Esto ya no es lo que era (2009) que forma parte de lo que se llamará Una trilogía sevillana, ha cosechado diversos premios entre los que destaca el de Mejor Cortometraje en el Festival Internacional de Cortos del Aljarafe, el Premio RTVA a la Creación Audiovisual Andaluza con el que fue galardonado en el Festival de Cortometrajes de Dos Hermanas y una mención especial en el Festival de Cortometrajes de Antequera. Debido a su interés, dicho cortometraje ha sido emitido por el programa de RTVE Metropolis y alcanzó 2.000.000 de visitas en internet.
Sus inquietudes le han llevado a dirigir dos largometrajes en MiniDv, uno de ellos basado en Edmond de David Mamet, y a seguir día a día investigando con el trabajo de actor.
Su actividad en la dirección se ha desarrollado entre trabajos para la televisión (series de ficción VHS-piloto-; Hospital Mirador –piloto- desarrollo de la tv-movie El día de mañana) y el cine (desarrollo del largometraje Vidas de diseño, S.A. y del largometraje Jonás el Idiota).
En 2012 trabajó como actor en la película Grupo 7, ambientada en la Sevilla de los meses previos a la Expo'92; y como actor, guionista y director en la película El mundo es nuestro, estrenada en junio de 2012, por la que ganó el premio a mejor actor en el Festival de Málaga y el de director revelación que concede el Círculo de Escritores Cinematográficos.
En 2014 participó en la primera temporada de la comedia televisiva Allí abajo emitida por Antena 3 Televisión, donde interpreta el papel de Rober, antagonista del personaje interpretado por Jon Plazaola.

## Filmografía

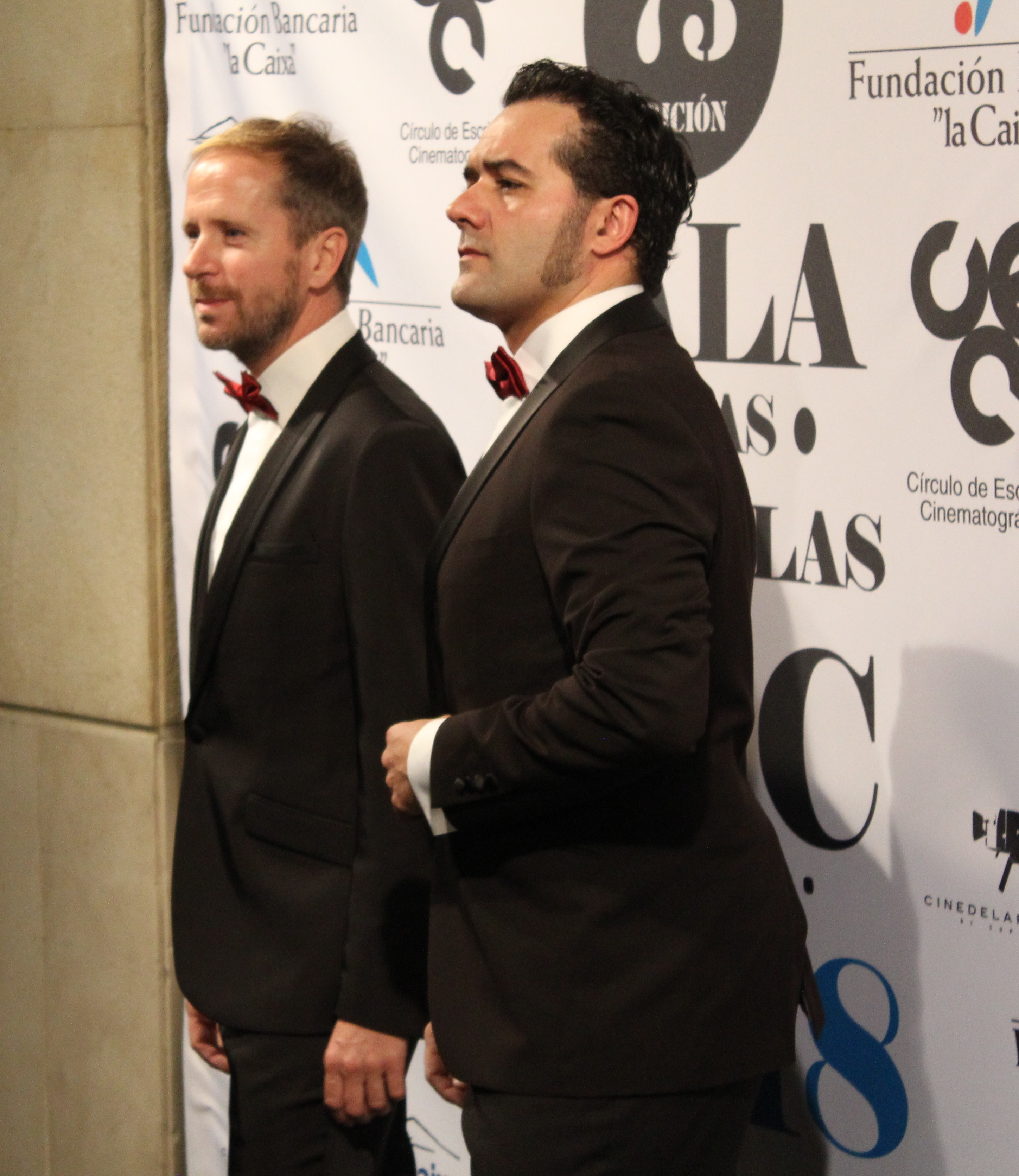
Con su colega Alberto López, «Los Compadres»

### Televisión
| Año       | Título                              | Personaje                             | Canal     |
| --------- | ----------------------------------- | ------------------------------------- | --------- |
| 2022      | Entre compadres                     | Rafi                                  | Canal Sur |
| 2015-2016 | Allí abajo                          | Roberto «Rober» Almenar Llorente      | Antena 3  |
| 2015      | Las aventuras del Capitán Alatriste | Sebastián Copons                      | Telecinco |
| 2013      | I+B. Ir más a los bares             | Sixto                                 | FDF       |
| 2012      | Aída                                | Mantenimiento de Aeropuerto           | Telecinco |
| 2008      | Herederos                           | Trabajador de tentadero               | TVE1      |
| 2007      | Los hombres de Paco                 |                                       | Antena 3  |
| 2007      | Amar es para siempre                |                                       |           |
| 2006      | Arrayán                             |                                       | Canal Sur |
| 2006      | Siete días al desnudo               |                                       | Cuatro    |
| 2006      | Aquí no hay quien viva              | Enfermero                             | Antena 3  |
| 2005-2009 | Hospital Central                    | Policía intermediario / Román / Luigi | Telecinco |
| 2005-2006 | El auténtico Rodrigo Leal           | Rafa                                  | Antena 3  |
| 2003-2004 | Paco y Veva                         | Ángel                                 | TVE1      |
| 2002      | London Stree                        | Policía                               | Antena 3  |
| 2001-2002 | ¡Ala... Dina!                       | Manu                                  | TVE1      |
| 2000      | Policías, en el corazón de la calle | Empresario de hostelería              | Antena 3  |
| 1999      | Plaza alta                          |                                       |           |

### Cine
| Año  | Título                        | Personaje    | Dirección                             |
| ---- | ----------------------------- | ------------ | ------------------------------------- |
| 2022 | El mundo es vuestro           | Rafi         | Alfonso Sánchez                       |
| 2020 | Para toda la muerte           | Antonio      | Alfonso Sánchez                       |
| 2019 | ¡Ay, mi madre!                | Juan         | Frank Ariza                           |
| 2018 | Contigo no, bicho             | Gaizka       | Alfonso Sánchez, Miguel Ángel Jiménez |
| 2018 | El mundo es suyo              | Rafi         | Alfonso Sánchez                       |
| 2016 | Ebro, de la cuna a la batalla | Mayor García | Román Parrado                         |
| 2016 | Larga noche en Texarkana      |              | José J. Morales                       |
| 2015 | Todo es color                 | Pepe         | Gonzalo García Pelayo                 |
| 2015 | Ocho apellidos catalanes      | Curro        | Emilio Martínez Lázaro                |
| 2014 | Ocho apellidos vascos         | Curro        | Emilio Martínez Lázaro                |
| 2013 | Cenizas                       | Jesús        | Llorenç Castanyer                     |
| 2012 | El mundo es nuestro           | El Cabeza    | Alfonso Sánchez                       |
| 2012 | A puerta fría                 | Vendedor 2   | Xavi Puebla                           |
| 2012 | Grupo 7                       | Amador       | Alberto Rodríguez                     |
| 2009 | Siempre hay tiempo            |              | Ana Rosa Diego                        |
| 2009 | La balada del estrecho        | Sicario      | Jaime Botella                         |
| 2008 | El viaje vertical             |              | Ona Planas                            |
| 2006 | Los Managers                  | Camarero     | Fernando Guillén Cuervo               |
| 2006 | El reino de los cielos        |              | Ridley Scott                          |
| 2005 | Recambios                     |              | Manu Fernández                        |
| 2004 | Playa del futuro              | Edmundo      | Peter Lightfeld                       |
| 2001 | Una pasión singular           |              | Antonio Gonzalo                       |

### Cortometrajes
| Año       | Título                                    | Personaje      | Dirección         |
| --------- | ----------------------------------------- | -------------- | ----------------- |
| 2021      | Sí, quiero (El corredor del Mediterráneo) |                |                   |
| 2018      | El Prenauta                               | Alonso Sánchez | Elías Pérez       |
| 2016      | Eso sigue siendo así                      | Rafi           | Alfonso Sánchez   |
| 2012      | Siempre nos quedará Córdoba               | Rafi           | Alfonso Sánchez   |
| 2012      | No Ni Na                                  | Rafi           | Alfonso Sánchez   |
| 2011      | Reflexiones de un picaporte               | Water (voz)    | Carlos Crespo     |
| 2011      | Estamos Aviaos                            | Rafi           | Alfonso Sánchez   |
| 2011      | El reloj                                  | Africano 1     | Joaquín Luna      |
| 2010      | Las Cosas en su sitio                     | Rafi           | Alfonso Sánchez   |
| 2009      | Reflexiones veraniegas                    | Rafi           | Alfonso Sánchez   |
| 2008-2009 | Una trilogía sevillana                    | Rafi           | Alfonso Sánchez   |
| 2009      | Así Sí                                    | Rafi           | Carlos Crespo     |
| 2009      | Así Si...                                 | Rafi           | Carlos Crespo     |
| 2009      | ¡¡¡¿300.000 BOTELLINES?!!!                | Cabeza         | Alfonso Sánchez   |
| 2009      | El Camino Está en el Surf                 | J.M            | Alfonso Sánchez   |
| 2009      | El Verano de los Compadres                | Rafi           | Alfonso Sánchez   |
| 2009      | Aquello era otra cosa                     | Vladi          | Alfonso Sánchez   |
| 2009      | Eso es así                                | Rafi           | Alfonso Sánchez   |
| 2009      | Welcome to the Machine                    | Breath (voice) | José Tomé         |
| 2008      | La última boda                            | Jorge          | Jorge Tsabutzoglu |
| 2008      | Esto ya no es lo que era                  | El Cabeza      | Alfonso Sánchez   |
| 2008      | Los que vigilan                           | Secuestrador   | Federico Casado   |
| 2007      | Pasemos al plan B                         | Pedro          | Paz Piñar         |
| 2007      | El señor Puppe                            | Amante         | Carlos Crespo     |
| 2006      | Los diez pasos                            | Conde          | Darío Paso        |
| 2004      | Días rojos                                | Jefe           | Gonzalo Bendala   |
| 2004      | Famous.Jet                                |                | Villi Villalba    |
| 2004      | La mirada                                 |                | Manuel Calvo      |
| 2002      | Go Home                                   |                |                   |
| 2002      | El destino                                |                |                   |
| 2002      | Feliz año nuevo                           |                | Alfonso Sánchez   |
| 2002      | El orgullo                                | Garralda       | Gonzalo Bendala   |
| 2000      | Sabina, la abuela asesina                 |                | Alfonso Sánchez   |
| 1999      | Reencarnación                             |                |                   |

### Teatro
- 2014/15 – Patente de corso, una tragicomedia dirigida por Alfonso Sánchez y protagonizada por él mismo junto a Alberto López, basada en textos de Arturo Pérez-Reverte[3]
- 2009 – Juana de Arco en la hoguera de Arthur Honegger dirigida por Josep Pons con el Coro y la Orquesta Nacional de España.
- 2007/08 – Don Juan Tenorio de Zorrilla cía. La Imperdible. Don Juan.
- 2004 – Brothers from Another Planet cía. Trabajamos para usted, Disculpe las molestias. Espectáculo de Clown.
- 2003 - Montaje de la obra Carcoma (cía. La Polenta) versión contemporánea de Gorgojo de Plauto, de Alberto Conejero y dirigida por Eduardo Fuentes.
- 2002 - Montaje de Notas de cocina (cía. La Polenta) de Rodrigo García y dirigida por Eduardo Fuentes.
- 2001 - Troyanas de Séneca, versión de Jorge Semprún dir. Daniel Benoin, Centro Andaluz de Teatro.
- 2000 - En el Circuito Andaluz de Teatro con Las palabras en la arena de Buero Vallejo, cía. La Maria Teatro.
- 2000 - Sueño de un sueño de verano, en el Teatro Imperial de Sevilla.

## Premios
Medallas del Círculo de Escritores Cinematográficos
| Año  | Categoría           | Película            | Resultado |
| ---- | ------------------- | ------------------- | --------- |
| 2012 | Director revelación | El mundo es nuestro | Ganador   |